# Gotthard Handrick
Karl Hermann Gotthard Handrick  (Zeitz, 25 de outubro de 1908 – Ahrensburg, 30 de maio de 1978) foi um pentatleta campeão olímpico e piloto alemão, durante a Guerra Civil Espanhola e Segunda Guerra Mundial. 

## Carreira
Gotthard Handrick representou seu país nos Jogos Olímpicos de 1936, na qual conquistou a medalha de ouro, no individual, em 1936. 